# Pseudecheneis
Pseudecheneis (Псевдехенейс) — єдиний рід риб триби Pseudecheneidina з підродини Glyptosterninae родини Sisoridae ряду сомоподібні. Має 19 видів. Наукова назва походить від грецьких слів pseudes, тобто «несправжній», echein — «тримати», «зберігати», nays — «риба-прилипало».

## Опис
Загальна довжина представників цього роду коливається від 5,5 до 20 см. Голова коротка, спереду сплощена зверху. Морда загострена. очі маленькі, розташовані зверху голови. Рот маленький. Губи товсті, м'ясисті, зі сосочками. Є 3 пари вусів, з яких на верхній щелепі — короткі, на нижній — дещо довші, мають сосочки. Зяброві отвори вузькі. Тулуб подовжений, сплощений зверху (у різних видів різний ступінь). Шкіра гладенька. Скелет складається з 35-40 хребців. Спинний та грудні плавці наділені шипами. У спинного плавця зазвичай присутні горбики. Спинний плавець широкий. Жировий плавець подовжений. Грудні плавці помірно широкі. Мають торакальної клейовий апарат, що складається з ряду (10-15)) поперечних гребенів (прошарків) або пластин, розділених пазами. Анальний плавець помірно довгий, але коротше за жировий. Хвостовий плавець розділено, лопаті звужені або широкі.
Забарвлення металеве, коричневе та чорне зі зеленуватим або блакитнуватим відтінком.

## Спосіб життя
Це демерсальні риби. Зустрічаються в гірських річках. Віддають перевагу прохолодній воді, швидкій течії і кам'янистим ґрунтам. Вдень ховаються серед каміння. активні вночі та у присмерку. Живляться дрібними водними безхребетними та комахами.
На нерест піднімаються високо річками.

## Розповсюдження
Мешкають у водоймах Індії, Непалу, Бангладеш, В'єтнаму, М'янми, південного Китаю — річках Ранг, Брахмапутра, Червоній.

## Види
- Pseudecheneis brachyurus
- Pseudecheneis crassicauda
- Pseudecheneis eddsi
- Pseudecheneis gracilis
- Pseudecheneis immaculatus
- Pseudecheneis koladynae
- Pseudecheneis longipectoralis
- Pseudecheneis maurus
- Pseudecheneis paucipunctatus
- Pseudecheneis paviei
- Pseudecheneis serracula
- Pseudecheneis sirenica
- Pseudecheneis stenura
- Pseudecheneis sulcata
- Pseudecheneis sulcatoides
- Pseudecheneis suppaetula
- Pseudecheneis sympelvica
- Pseudecheneis tchangi
- Pseudecheneis ukhrulensis